# جوزفين باتلر
جوزفين إليزابيث باتلر (بالإنجليزية: Josephine Butler)، كانت من عائلة غراي سابقًا قبل زواجها (وهي من مواليد 13 أبريل عام 1828 – 20 ديسمبر عام 1906). إنجليزية وناشطة نسوية ومصلحة اجتماعية في العصر الفيكتوري. وأطلقت حملات من أجل حق المرأة في الاقتراع وحقها بتعليم أفضل وإنهاء غطاء القانون البريطاني وإلغاء استغلال الأطفال في البغاء ووضع حد للاتجار بالبشر شابات كنّ أم أطفالَا في استغلال الأوروبيين في البغاء.
نشأت غراي في أسرة ثرية ولديها صلات سياسية تقدمية وهذا ما ساعدها ف تطوير وعيها الاجتماعي القوي وإيمانها الراسخ بالمثل الدينية. تزوجت جورج باتلر الكاهن الأنجليكاني ومدير مدرسة، وقد أنجب الزوجان أربعة أطفال آخرهم كان إيفا التي توفيت متأثرةً بسقوطها من الدرابزين (ما يكون على جانبي الدرج للاستناد عليه). وكانت هذه الوفاة نقطة تحول لباتلر، إذ ركزت مشاعرها على مساعدة الآخرين بدءًا بسكان أحد المنازل الإصلاحية المحلية.
وبدأت بإطلاق حملة من أجل حقوق المرأة في القانون البريطاني. وفي عام 1869 شاركت في حملة لإلغاء قوانين الأمراض المعدية، وهي التشريعات التي حاولت السيطرة على انتشار الأمراض التناسلية، وخاصة في الجيش البريطاني والبحرية الملكية، من خلال الفحص الطبي القسري للبغايا وهي العملية التي وصفتها بأنها اعتداء جراحي أو فولاذي. وقد حققت الحملة نجاحها النهائي في عام 1886 بإلغاء هذه القوانين. كما شكلت باتلر الاتحاد الدولي المناهض لاستغلال الدعارة وهو منظمة على نطاق أوروبا لمكافحة الأنظمة المماثلة في القارة.
وقد شعرت باتلر بالفزع أثناء التحقيق في أثر هذه الأفعال لأن بعض البغايا لا تتجاوز أعمارهن 12 سنة، وأن هناك تجارة الرقيق بين الشابات والأطفال من إنجلترا إلى القارة لأغراض البغاء. وأدت الحملة لمكافحة الاتجار إلى إقالة رئيس الشرطة البلجيكية (ميور) من منصبه، وإلى محاكمة وحبس نائبه و12 من أصحاب المواخير (بيوت الدعارة) الذين كانوا جميعًا مشتركين في التجارة.
وقد كافحت باتلر بغاء الأطفال بمساعدة مدير الحملات في جريدة بول مول (وليام توماس ستيد) الذي اشترى فتاة تبلغ من العمر 13 سنة من أمها مقابل £5. وأدى الاحتجاج اللاحق إلى قانون تعديل القانون الجنائي لعام 1885 الذي رفع سن الرشد من 13 إلى 16 سنة ووضع تدابير لمنع الأطفال من أن يصبحوا بغايا. وكانت حملتها النهائية في أواخر التسعينيات من القرن التاسع عشر ضد قانون الأمراض المعدية التي استمرت في تنفيذها في الراج البريطاني.
وكتبت باتلر أكثر من 90 كتابًا وكتيبًا خلال مسيرتها المهنية، معظمها كان دعمًا لحملاتها رغم أنها أنتجت أيضًا سيرًا ذاتية لوالدها وزوجها وكاثرين من سيينا. احتفلت كنيسة إنجلترا بالنسوية المسيحية لباتلر باحتفالات أقل نسبة إلى الإنجليكيين، وبتمثيل لها في النوافذ الزجاجية المعشقة لكاتدرائية ليفربول الإنجيلية وكنيسة سانت أولاف في مدينة لندن.
كما ويظهر اسمها في النصب التذكاري للإصلاحيين في مقبرة كينسال جرين في لندن، وسميت جامعة دورهام إحدى كلياتها باسمها. وقد غيرت استراتيجياتها في الحملة الانتخابية الطريقة التي أدارت بها النسويات والمناضلات في سبيل منح حق الاقتراع للمرأة الصراعات في المستقبل، كما جلب عملها إلى الأوساط السياسية جماعات لم تكن نشطة من قبل قط. وبعد وفاتها عام 1906 أشادت المفكرة النسائية ميليسينت فوسيت بها باعتبارها (المرأة الإنجليزية الأكثر تميزًا في القرن التاسع عشر).

## سيرتها الذاتية

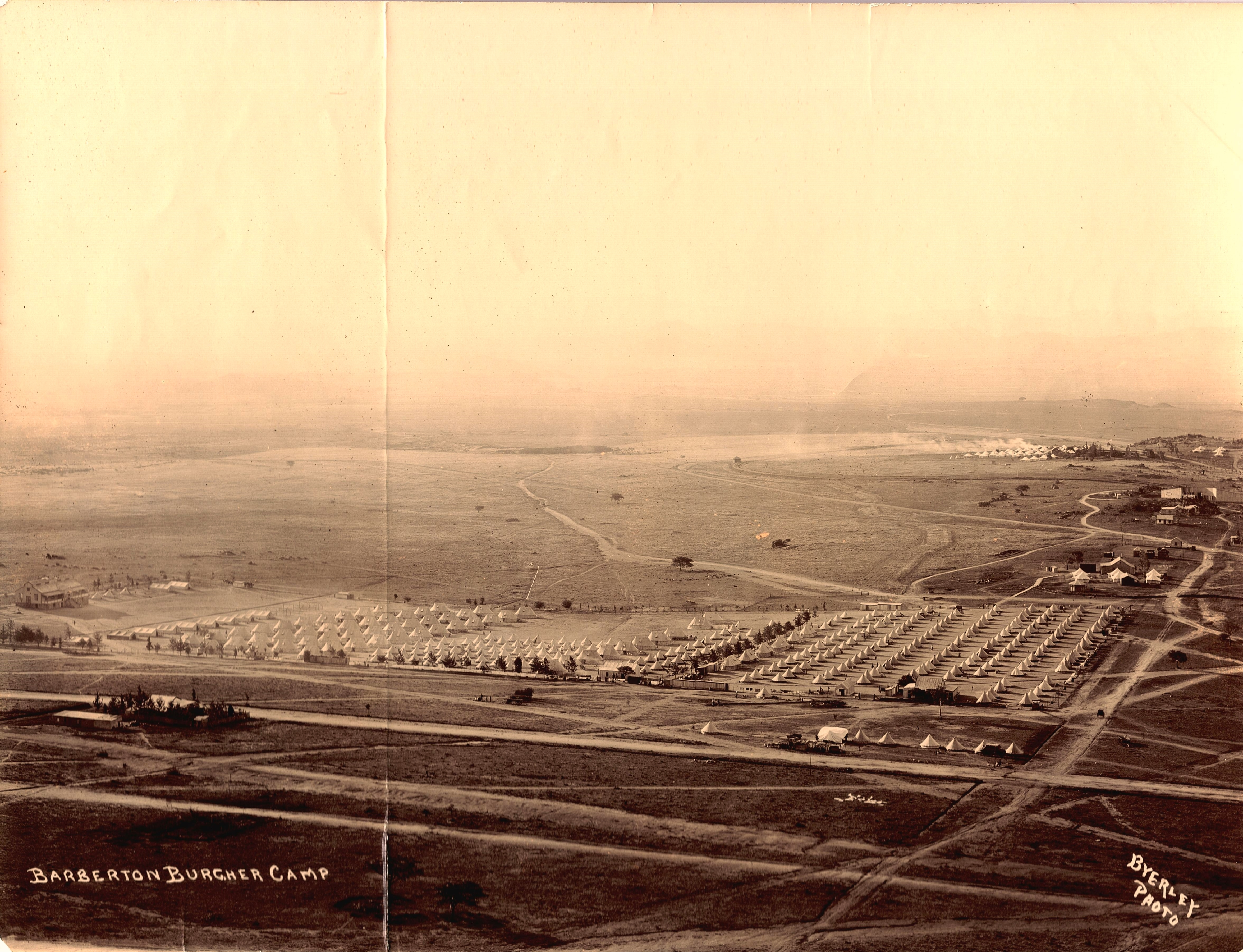
ستريتفيلد/2/15 بنى البريطانيون معسكر اعتقال هنا أثناء حرب البوير لإيواء نساء وأطفال البوير

### حياتها المبكرة من عام 1828 حتى 1850
ولدت جوزيفين غراي في 13 أبريل عام 1828 في ميلفيلد في مقاطعة نورثمبرلاند. وكانت الابنة الرابعة والطفل السابع لأمها هانا (من عائلة أنيت سابقًا) وأبيها جون غراي الذي كان وكيلًا للأراضي وخبيرًا زراعيًا، وكان ابن عم رئيس الوزراء البريطاني الإصلاحي اللورد غراي.
عُين جون في عام 1833 مديرًا لمستشفى غرينويتش في ديلستون بالقرب من كوربريدج في مقاطعة نورثامبرلاند وانتقلت الأسرة إلى المنطقة، حيث عمل جون ككبير العملاء السياسيين للورد غراي في نورثامبرلاند. وفي هذا الدور عزز جون آراء ابن عمه السياسية محليًا بما في ذلك دعم التحرر الكاثوليكي وإبطال الاسترقاق وإلغاء قوانين الذرة وإصلاح قوانين الفقراء. وقد درست جوزفين في منزلها قبل إكمال دراستها في مدرسة داخلية في مدينة نيوكاسل أبون تاين والتي التحقت بها لمدة عامين.
عامل جون أطفاله بالتساوي داخل المنزل. وقد علّمهم عن القضايا السياسية والاجتماعية وعرفهم على العديد من الزوار المهمين سياسيًا. وقد كان لعمل جون السياسي وإيديولوجيته تأثير قوي على ابنته، وأيضًا تأثير التعليم الديني الذي تلقته من والدتها؛ وشكلت خلفية الأسرة والدوائر التي تحركت فيها تشكل وعيًا اجتماعيًا قويًا وعقيدة دينية راسخة.
مرت غراي بأزمة دينية في حوالي الـ 17 من عمرها والتي ربما كانت نابعة من حادثة اكتشفت فيها جثة انتحارية أثناء قيادتها. وقد تحررت من حضورها الأسبوعي إلى الكنيسة واصفة الكاهن المحلي بأنه «رجل نزيه في منبر... علمنا بكل إخلاص كل ما كان ربما يعرفه عن الله، ولكن كلماته تلك لم تمس حتى حافة السخط العميق في روحي». لم تنتمي غراي بعد أزمتها إلى أي شكل من أشكال المسيحية، وظلت تنتقد الكنيسة الأنجليكانية.
وكتبت لاحقًا أنها «تشربت منذ الطفولة أوسع أفكار المسيحية الحيوية، ولكنها كانت المسيحية فقط. بينما لم أكن أتعاطف كثيرًا مع الكنيسة». وقد بدأت تتحدث مباشرة إلى الله في صلواتها:
«لقد تحدثت إليه في عزلتي كشخص يمكنه الإجابة. ... ولا تتخيل أنني عملت في هذه المناسبات على إثارة أي انفعال؛ فقد كان هناك الكثير من الألم في مثل هذا الجهد والإصرار المستمر المطلوب. ولم تكن هذه المشاعر التعبدية هي ما حثني ذلك بل كانت رغبة في معرفة الله وعلاقتي به».
وفي منتصف عام 1847 زارت غراي شقيقتها في مقاطعة لاويس في إيرلندا. وقد كانت في ذروة المجاعة الكبرى وأول مرة تتلمس فيه معاناة واسعة النطاق بين الفقراء، وقد تأثرت جدًا بتجاربها وذكرت لاحقًا أنها «لم يكن لدي أي تصور للمغزى الكامل من البؤس الذي رأيته من حولي ومع ذلك فقط طبعت نفسها على ذهني وذاكرتي».

### حياتها الزوجية المبكرة من عام 1864 حتى 1850
بحلول عام 1850 كانت غراي قد ترعرعت قرب جورج باتلر الذي كان زميلًا في كلية إكستر في أكسفورد والذي التقت به في عدة حفلات الرقص كانت قد استضيفت فيها في مقاطعة دورهام. وقد كان جورج في أكتوبر من ذلك العام يرسل لها قصائد شعرية مكتوبة بخط يده وتمت خطبتهما في يناير من عام 1851 وتزوجا في يناير من عام 1852 وأعد الزوجان باتلر منزلهما عند الشارع الرئيسي رقم 124 في مدينة أوأكسفورد.
كان جورج عالم ورجل دين وشارك مع زوجته في الالتزام بالإصلاحات الليبرالية وحب الثقافة الإيطالية. كما كان لكلا الزوجين إيمان مسيحي قوي وكتبت جوزفين باتلر في وقت لاحق عن زوجها أنهما «كانا في كثير من الأحيان يصلّيان معًا لحدوث ثورة مقدسة ولتكون مملكة الله راسخة على الأرض».
وفي نوفمبر من عام 1852 أنجبا ابنًا سُمي باسم جورج غراي باتلر ثم أنجبا ابنهما الثاني وكان اسمه آرثر ستانلي -المعروف باسم ستانلي- في مايو من عام 1854. وكانت ذكريات الزوجان لاحقًا في أكسفورد من مجتمع مغلق وكاره للنساء ويفتقر إلى الحياة الأسرية، وكانت هي المرأة الوحيدة في كثير من الأحيان في التجمعات الاجتماعية، وكانت تستمع بغضب إلى ما يصفه كاتب سيرتها الذاتية خوديث والكويتز بأنه «القبول الصريح للمعايير المزدوجة من قبل الرجال في الجامعة».
وقد شعرت باتلر بالإهانة جراء مناقشة بشأن نشر رواية روث لإليزابيث جاسكل في عام 1853، التي أغوت فيها البطلة من قبل رجل ذو نفوذ ثم تخلى عنها فيما بعد. ورأت باتلر أن المتحدثين الذكور يعتبرونه طبيعيًا أن تكون (الهفوة الأخلاقية عند المرأة أسوأ بكثير من التي تكون عند الرجل)؛ وقررت ألا تعبر عن مشاعرها حول هذه النقطة بل (أن تتحدث قليلًا مع الرجال، ولكن كثيرًا مع الله). وكإجراء عملي أكثر، بدأت هي وجورج في مساعدة العديد من النساء العاملات في الدعارة في أكسفورد ودعت البعض إلى العيش في منزلهما. وتتعلق إحدى الحالات التي اشتركوا فيها بامرأة شابة تقضي عقوبة في سجن نيوغيت. وقد أغواها دون (لقب شرفي يُمنح للشخص كعلامة على الاحترام) الذي تخلى عنها فيما بعد، وكانت قد قتلت طفلها في حالة من اليأس. عندها تواصل الزوجان باتلر مع محافظ نيوغيت لترتيب إقامتها في منزلهما في نهاية مدة عقوبتها.
بدأت صحة باتلر في عام 1856 تعاني من الجو الرطب في أكسفورد، مما أدى إلى تفاقم آفة مزمنة على رئتها وأبلغها طبيبها بأن البقاء في أكسفورد قد يكون قاتلًا. وكخطوة فورية اشترى جورج منزلًا في كليفتون بالقرب من بريستول حيث ولد ابنه الثالث تشارلز في عام 1857. وفي نفس العام كإجراء أطول أجلًا، شغل جورج منصب نائب المدير في كلية تشيلتنهام وانتقل إلى منزل محلي. واستمرا في دعمهم للقضايا الليبرالية بما في ذلك قضايا المواطن القومي الإيطالي جوزيبي غاريبالدي، مع أن تعاطفهما مع جانب الاتحاد في الحرب الأهلية الأميركية أدى إلى نبذ المجتمع، واعتبرت باتلر أن الشعور الناتج عن العزلة الاجتماعية (كان مؤلمًا في كثير من الأحيان ... لكن الانضباط كان مفيدًا).
في مايو من عام 1859 وضعت باتلر طفلتها الأخيرة ايفانجيلين ماري التي عُرفت باسم إيفا. وفي أغسطس من عام 1864 سقطت إيفا 40 قدمًا (حوالي 12 مترًا) من درابزين الطابق العلوي على الأرضية الحجرية من الرواق في منزلها وماتت بعد ثلاث ساعات. وقد كانت باتلر في حالة ذهول بسبب فقدانها ابنتها وعانت من اضطرابات في النوم لعدة سنوات، ولم تتمكن من الكتابة عن هذه الظروف إلا بعد مرور 30 عامًا. وقد أصدر التحقيق اللاحق حكمًا بالموت العرضي.
أصيب ابنهما الثاني ستانلي في أكتوبر من عام 1864 بمرض الخناث بينما كانت باتلر ما تزال حزينة لفقدان إيفا. وكانت تعاني من الاكتئاب وفي حالة صحية سيئة. وبعد مرور أسوأ حالات مرض ستانلي، قررت باتلر اصطحابه إلى نابولي ليستريح ويتعافى. وواجهت السفينة التي سافروا فيها إلى أسفل الساحل الغربي لإيطاليا طقسًا قاسيًا، كما تعرضت باتلر لانهيار جسدي في تلك الفترة حتى كادت على وشك أن تموت.